# Stabilizator de tensiune
Stabilizatorul de tensiune reprezintă o instalație electrică ce asigură la bornele unui consumator o tensiune constantă, în condițiile în care se modifică, între anumite limite, fie tensiunea de la rețea, fie impedanța consumatorului.
Stabilizatoarele de tensiune pot fi clasificate în două categorii:
1. Stabilizatoare  de tensiune continuă
După principiul de funcționare stabilizatoarele de tensiune  continua se împart în:
- Stabilizatorul parametric – acesta are structura cea mai simplă. La baza funcționării acestuia stă neliniaritatea caracteristicii curent – tensiune a dispozitivului electronic folosit (în general o diodă stabilizatoare - Zener).
- Stabilizatoare cu reacție - acestea realizează funcția de stabilizare printr-o reacție negativă, dispozitivele electronice folosite funcționând liniar. Acest tip de stabilizatoare se consideră circuite liniare.
- Stabilizatoare în regim de comutație - sunt stabilizatoare cu reacție la care elementul regulator al tensiunii de ieșire nu lucrează liniar, ci în regim de comutație. În acest regim crește randamentul stabilizatorului.

2.  Stabilizatoare  de tensiune alternativă
- Stabilizatoare  feromagnetice - folosesc proprietatea de saturare a unui circuit magnetic în vederea modificării sau menținerii constante a tensiunii alternative.
- Stabilizatoare cu tiristoare - se bazează pe posibilitatea aducerii în conducție a tiristoarelor la diferite momente de timp în vederea modificării valorii efective a tensiunii rețelei.